# Vasile Zbona
Vasile Zbona (n. 1880, Gherța Mare – d. 1949, Gherța Mare) a fost delegat al cercului electoral Halmeu la Marea Adunare de la Alba-Iulia din 1 decembrie 1918.